# Crassula langleyensis
Crassula langleyensis är en fetbladsväxtart som först beskrevs av Veitch, och fick sitt nu gällande namn av Gordon Douglas Rowley. Crassula langleyensis ingår i släktet krassulor, och familjen fetbladsväxter. Inga underarter finns listade i Catalogue of Life.